# Prevole
Prevole – wieś w Słowenii, w gminie Žužemberk. W 2018 roku liczyła 79 mieszkańców.